# 야시카 미니스터 III
야시카 미니스터 III(Yashica Minister III)는 필터 연결링 내부에 장착된 미터센서를 단 첫 카메라 중의 하나다.

## 사양
- 타입: 레인지 파인더 카메라
- 제조회사: 야시카
- 필름: 35mm
- 랜즈: 야시논 1:2.8/45mm
- 셔터: 시티즌 맆 셔터( 1 - 1/500 초)
- 미터링: 셀레니움 엘리먼트